# Madagaskar na Letnich Igrzyskach Olimpijskich 1972
Madagaskar na Letnich Igrzyskach Olimpijskich 1972 reprezentowało 11 zawodników. Był to 3. start reprezentacji Madagaskaru na letnich igrzyskach olimpijskich.

## Skład kadry

### Judo
Mężczyźni
- Louis Rabetrano - waga lekka - 19. miejsce
- Justin Andriamanantena - waga półśrednia - 9. miejsce
- Jean de Dieu Razafimahatratra - waga średnia - 19. miejsce
- Tommy Andrianatvoo - waga ciężka - 16. miejsce

### Lekkoatletyka
Mężczyźni
- Jean-Louis Ravelomanantsoa - 100 metrów - odpadł w półfinałach
- Frédérique Andrianaivo - 400 metrów - odpadł w eliminacjach
- Édouard Rasoanaivo

800 metrów - odpadł w eliminacjach
1500 metrów - odpadł w eliminacjach
- Jean-Aimé Randrianalijaona - 400 metrów przez płotki - odpadł w eliminacjach
- Jean-Louis Ravelomanantsoa, Alfred Rabenja, André Ralainasolo, Henri Rafaralahy - 4 × 100 metrów - odpadli w eliminacjach